# 헝가리 레코드 회사 협회
헝가리 레코드 회사 협회(헝가리어: Magyar Hanglemezkiadók Szövetsége, MAHASZ)는 1992년에 설립된 헝가리의 음악 사업자 단체이다. 헝가리 음악상을 수여하고, 헝가리의 음악 차트를 관리하고 있다.